# شریف مکه

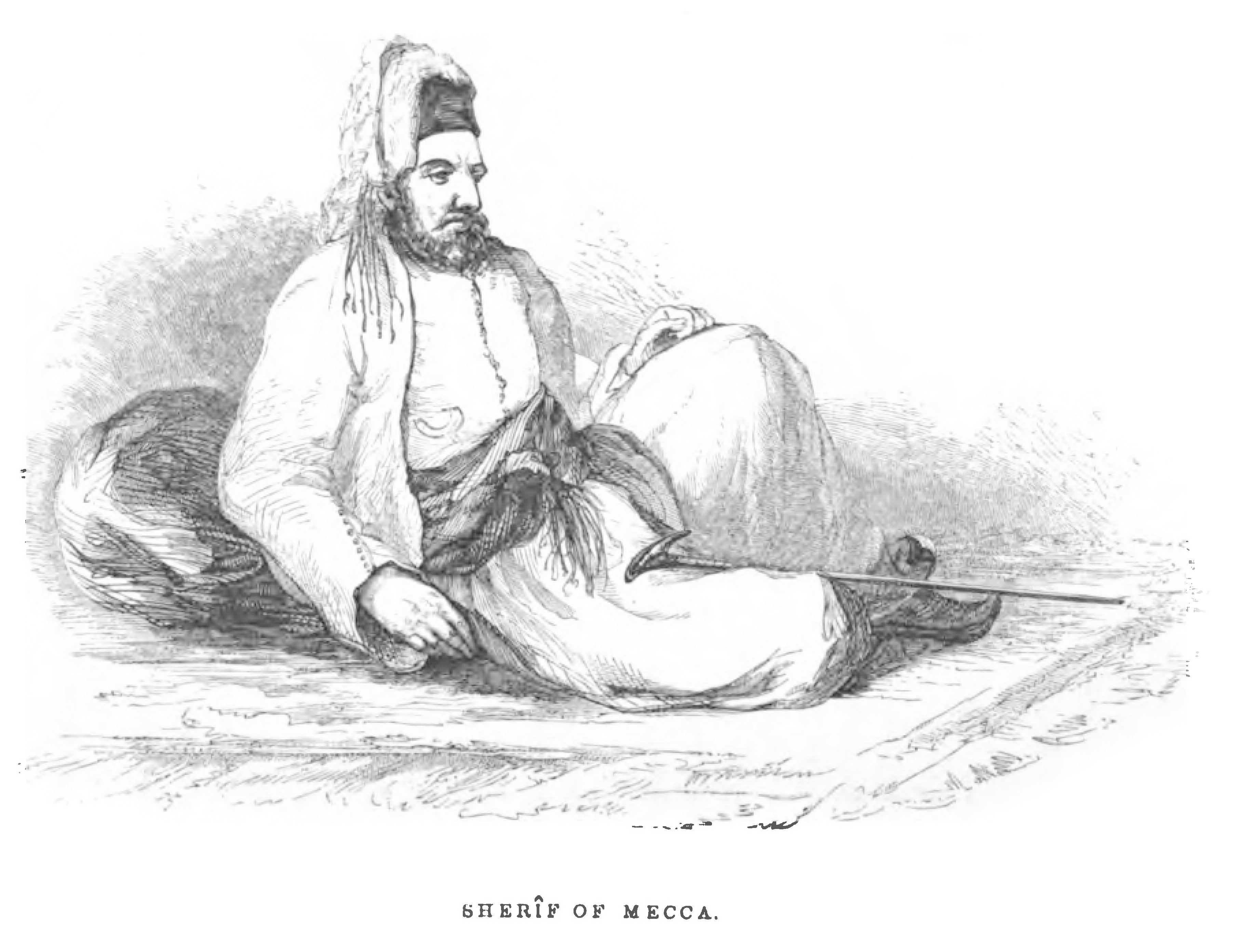
شریف مکه

شریف مکه یا شریف حجاز (به عربی: شريف مکة) خاندان نژاده‌ای بود که بر دو بوم مدینه و مکه فرمان معنوی می‌راند و وظیفه امنیت‌بخشی به بازدیدکنندگان دو شهر مقدس اسلامی داشت. شریف مکه از نوادگان پیامبر اسلام و حسن بن علی بود.
جعفر پور محمد حسنی نخستین فرمانروای نژادگان مکه بود که در سال ۳۴۶ هجری خورشیدی این دودمان را بنیاد نهاد و واپسین فرمانروای نژاده، علی بن حسین بود که در ۲۸ آذرماه ۱۳۰۴ هجری خورشیدی به دست عبدالعزیز آل سعود برکنار شد و این فرمانروایی فروپاشید.